# Aleksandr Julin
Aleksandr Julin (n. 20 iulie 1963, Kaliningrad, RSFS Rusă, URSS) este un patinator artistic ce a reprezentat Rusia, medaliat olimpic. A participat la 2 ediții ale Jocurilor Olimpice (1992, 1994) în care a câștigat o medalie de argint.